# تپه ده‌سواران ۸
تپه ده سواران ۸ مربوط به دوران پارینه‌سنگی جدید است و در شهرستان کرمانشاه، بخش مرکزی، دهستان قره سو، ۱/۲ کیلومتری جنوب روستای ده سواران، ۲ کیلومتری شمال و شمال شرق روستای عمه واقع شده و این اثر در تاریخ ۱۸ اسفند ۱۳۸۷ با شمارهٔ ثبت ۲۴۸۴۹ به‌عنوان یکی از آثار ملی ایران به ثبت رسیده است.